# 問題餐廳
《問題餐廳》，為日本富士電視台從2015年1月15日開始於木曜劇場時段（週四22:00 - 22:54，JST）播出的電視連續劇，由真木陽子主演，坂元裕二編劇。此劇由《離婚萬歲》的原班製作班底製作。

## 概要
此劇描述由女性經營的餐廳所遭遇到的各種問題。前OL田中玉子（真木陽子 飾）原在餐飲業集團工作，但經歷和男友分手、替遭職場霸凌的友人出氣而鬧進警局等事件，田中憤而辭職，並決心自己經營餐廳。田中帶領餐廳其他擁有各自不同問題的女性成員，共同對抗舊東家經營的敵對店家。
田中和幾位原本無業、各具奇特性格的朋友們，又會發生什麼波折？是否能和對手餐廳對抗？

## 登場角色

### 主要人物
- 田中玉子（真木陽子[4]；高中時代：大橋澪乃）（香港配音：朱妙蘭）

32歲，bistro fou老闆。原為LIKEDINING SERVICE職員，因故自行開店，並邀集沒有工作的幾位朋友，一起在LIKEDINING SERVICE集團旗下的「SYMPHONIC OMOTESANDO」店家對面屋頂開設餐廳。
- 門司誠人（東出昌大[5]）（香港配音：黃積權）

26歲，非科班出身的主廚，原為調酒師。廚藝優秀。
- 新田結實（二階堂富美[6]；童年：吉澤梨里花）（香港配音：黃淑芬）

23歲，東京大學畢業生，自稱bistro fou營運總監。和玉子同為LIKEDINING SERVICE前職員。喜愛穿著黑色系衣服，被戲稱為「喪服妹」。
- 雨木千佳（松岡茉優；8歲：曾我夏美 / 10歲：本川綠）（香港配音：成瑤孆）

20歲，有對人恐懼症，時常穿著連帽外套遮蔽臉部，bistro fou主廚。LIKEDINING SERVICE社長雨木太郎的女兒，但憎恨父親，因愛穿Parka而被稱為「Parka妹妹」。
- 川奈藍里（高畑充希）（香港配音：凌晞）

26歲。原為「SYMPHONIC OMOTESANDO」服務生，但被該店男服務生騷擾並暴力相向之後轉而在bistro fou工作，看見心儀對象時會撥頭髮露出耳朵，所以其他人都叫她「露耳妹」。
- 星野大智（菅田將暉）（香港配音：鍾見麟）

22歲，廚房助手。
- 森村鏡子（臼田麻美（日语：臼田あさ美）；高中時代：木村友紀）（香港配音：梁少霞）

32歲，有一個兒子的家庭主婦，和丈夫離婚協議中，原姓「三千院（諧音「三千元」）」，bistro fou二廚。高中時和玉子因同為劍道社社員而成為好友。因玉子的邀請而加入經營餐廳的行列。個性天然呆少根筋，被強烈陽光照射會不停打噴嚏。
- 烏森奈奈美（YOU（日语：YOU (タレント)））（香港配音：許盈）

46歲，玉子前同事。10年前曾為執業律師，但因故暫停律師工作。其後出面為藤村五月打官司控告LIKEDINING SERVICE社長雨木太郎。
- 海蒂（安田顯）（香港配音：潘文柏）

39歲，愛穿女裝的同性戀男子。亦因此原因數度求職被拒，在玉子邀約下加入餐廳。主要負責甜點。
- 雨木太郎（杉本哲太）（香港配音：招世亮）

50歲，LIKEDINING SERVICE社長。
- 土田數雄（吹越滿）（香港配音：馮錦堂）

48歲，事業部部長。玉子的原直屬上司。
- 西脇太一（田山涼成）（香港配音：陳永信）

57歲，社員。經常向藍里和其他女社員性騷擾。

### 客串角色
出場次數多於一集的角色會在括號中註明集數。
第1話
- 藤村五月（32歲）：菊池亞希子（高中時代：志田彩良）（第7～9話）（香港配音：曾秀清）

田中玉子（真木陽子 飾）高中時期的好友，其後兩人成為同事。在LIKEDINING SERVICE子公司時，發生了食物中毒事件，而公司則將所有責任推到藤村身上。在男上司雨木太郎（杉本哲太 飾）的要求下，藤村在公司眾多男同事面前忍辱全裸道歉。辭職回家鄉前，將繼承自主廚父親的重要食譜，贈送給好友田中玉子，使田中得以開設餐廳。
第七話末，藤村前來餐廳找玉子。
- 森村洋武：庵原匠悟（第2、9～10話）（香港配音：陳琴雲）

鏡子的兒子。
第2話
- 森村真三：丸山智己（日语：丸山智己）（香港配音：陳廷軒）

鏡子的丈夫。將兒子和患病的母親交給妻子鏡子照顧，家事亦完全不幫忙，認為這些都是身為妻子應該要負的責任，和鏡子爭奪兒子的撫養權。
- 大宗賢一：木村靖司（日语：木村靖司）（香港配音：張錦江）

鏡子的代表律師。
第3話
- 奏子：堀内敬子（第7話）（香港配音：蔡惠萍）

千佳的母親。與丈夫雨木太郎離婚後自暴自棄，變成整天玩網路遊戲的宅女，7年間不出家門一步，由女兒千佳負責她的生活起居。之後因為網路遊戲的關係得以與女兒重逢。
- 半田未子：濱川文惠（日语：ハマカワフミエ）（香港配音：魏惠娥）

千佳在網咖認識的朋友。
- 記者：新井惠理那（香港配音：魏惠娥）

飲食節目的採訪記者。
- 舉辦拍賣活動的零售業者：高野漁（日语：高野漁）（香港配音：黃子敬）

第4話
- 伊達和美：銀粉蝶（日语：銀粉蝶）（第9～10話）（香港配音：黃麗芳）

原宿著名的服裝設計師。在「SYMPHONIC OMOTESANDO」用餐過後，將其後與老友的生日聚會預約更改至「bistro fou」。
- 池邊：川口覺（日语：川口覚）（第5～6話）（香港配音：周倚天）

「SYMPHONIC OMOTESANDO」店員。
第5話
- 女秘書：松本若菜（香港配音：曾佩儀）

LIKEDINING SERVICE的女秘書。土田的外遇對象。
- 米田：加藤慶祐（第6話）（香港配音：陳成港）

與星野及結實洽談融資的男子。
第6話
- Robin：Jonathan Sieger（日语：ジョナサン・シガー）（香港配音：巫哲棋）

烏森奈奈美（YOU 飾）的外國人前男友。
- 前園真聖：本人飾演（香港配音：林筠翔）

烏森奈奈美的前前任男友。
第7話
- 寺川草輔：菅原大吉（日语：菅原大吉）（香港配音：盧國權）

奏子的戀人。負責開發宇宙火箭的工作。
- 高村新：風間俊介（第8～9話）（香港配音：李凱傑）

藤村五月的男友。與藤村於老家相識，在東京的旅行社工作。
第8話
- 恭平：矢野聖人（日语：矢野聖人）（香港配音：陳灝瑋）

海蒂的弟弟。為了要請哥哥出席自己的結婚典禮，因而包下「bistro fou」舉辦餐會。
- 藤村靜子：藤田弓子（日语：藤田弓子）（香港配音：雷碧娜）

五月的母親。
- 雨木周太郎：橫山歩（日语：橫山歩）（第10話）（香港配音：黃瑩瑩）

雨木太郎的兒子。千佳同父異母的弟弟。
第9話
- 槙村：LiLiCo（日语：LiLiCo）（香港配音：謝潔貞）

槙村食品的老闆。
- 杉崎：佐戶井憲太（日语：佐戸井けん太）（香港配音：張炳強）

LIKEDINING SERVICE的代表律師。代表雨木太郎向五月道歉。
第10話
- 卡莉怪妞：本人飾演（香港配音：何寶珊）

光顧「bistro fou」的顧客。與店內的員工及客人玩杯舞。
- 持田：遠藤雄彌（香港配音：周倚天）

「bistro fou」的常客。在前往美國工作前，打算向女友佐野（入山法子 飾；香港配音：謝潔貞）求婚。
- 花田：葵（日语：葵 (女優)）（香港配音：張頌欣）

結實的大學同學，在霞關工作。
- 里緒：西澤愛菜（日语：西澤愛菜）（香港配音：何寶珊）

洋武的初戀對象。

## 花絮
在劇中第一集起出現的兩隻貓，亦是2013年日劇《離婚萬歲》中光生（瑛太 飾）和結夏（尾野真千子 飾）飼養的貓「八朔」、「瑪蒂爾達」。

## 製作人員
- 編劇：坂元裕二
- 配樂：出羽良彰（日语：出羽良彰）、羽深由理（日语：羽深由理）
- 主題曲：〈問題女孩〉卡莉怪妞（日本華納音樂、unBORDE）[7][8]
- 導演：並木道子、加藤裕將（日语：加藤裕将）、森脇智延
- 烹飪指導：石井剛、宮本英也
- 製作人：清水一幸（日语：清水一幸）
- 製作：富士電視台

## 獎項
- 第52回銀河賞電視部門獎勵賞
- 第84回日劇學院賞助演女優賞：高畑充希

## 播出日程及收視率
- 收視率最高值以紅色表示，收視率最低值以蓝色表示。

| 集數                                                    | 播出日期 | 標題                               | 導演     | 收視率 |
| ------------------------------------------------------- | -------- | ---------------------------------- | -------- | ------ |
| 第1話                                                   | 1月15日  | 女人非得忍受性騷擾和職場霸凌嗎？   | 並木道子 | 11.3%  |
| 第2話                                                   | 1月22日  | 邁向夢想的第一步！但開店困難重重   | 並木道子 | 08.4%  |
| 第3話                                                   | 1月29日  | 開店！ 問題餐廳                    | 加藤裕將 | 08.1%  |
| 第4話                                                   | 2月05日  | 打倒憎恨的對手餐廳！               | 加藤裕將 | 08.9%  |
| 第5話                                                   | 2月12日  | 情人節決戰的奇蹟！                 | 並木道子 | 08.6%  |
| 第6話                                                   | 2月19日  | 終於全員集合！亦展開新戀情！？     | 加藤裕將 | 10.0%  |
| 第7話                                                   | 2月26日  | 完全勝利！女生們的決定是……         | 並木道子 | 09.5%  |
| 第8話                                                   | 3月05日  | 帥哥主廚跳槽！？                   | 森脇智延 | 10.4%  |
| 第9話                                                   | 3月12日  | 突如其來的衝擊結果！對手被解僱！？ | 加藤裕將 | 09.0%  |
| 最終話                                                  | 3月19日  | 女生加油！                         | 並木道子 | 08.7%  |
| 平均收視率9.29%（收視率由Video Research於關東地區統計） |          |                                    |          |        |

## 相關
- SMG尚世影業和日本富士電視台達成協議，將於今後三年內翻拍五部富士台的電視劇[9][10]。2016年3月20日下午，由拉近影业、年青时候联合出品的《问题餐厅》举办超前看片暨腾讯视频开播发布会[11]。